# Лиссе-Лоши
Лиссе́-Лоши́ (фр. Lissay-Lochy) — коммуна во Франции, находится в регионе Центр. Департамент — Шер. Входит в состав кантона Леве. Округ коммуны — Бурж.
Код INSEE коммуны — 18129.

## География
Коммуна расположена приблизительно в 210 км к югу от Парижа, в 110 км южнее Орлеана, в 13 км к югу от Буржа.
По территории коммуны протекает река Рампен.

## Население
Население коммуны на 2008 год составляло 201 человек.
| 1962 | 1968 | 1975 | 1982 | 1990 | 1999 | 2008 |
| ---- | ---- | ---- | ---- | ---- | ---- | ---- |
| 200  | 201  | 160  | 142  | 130  | 190  | 201  |

## Администрация
| Период | Период | Фамилия      | Партия       | Примечания |
| ------ | ------ | ------------ | ------------ | ---------- |
| 1945   | 1969   | Камиль Пенон | беспартийный |            |
| 1969   | 1983   | Жорж Блукар  | беспартийный |            |
| 1983   | 2001   | Рене Дюма    | беспартийный |            |
| 2001   | 2008   | Эрве Байе    | беспартийный |            |
| 2008   | 2014   | Катрин Вьо   | беспартийный |            |

## Экономика

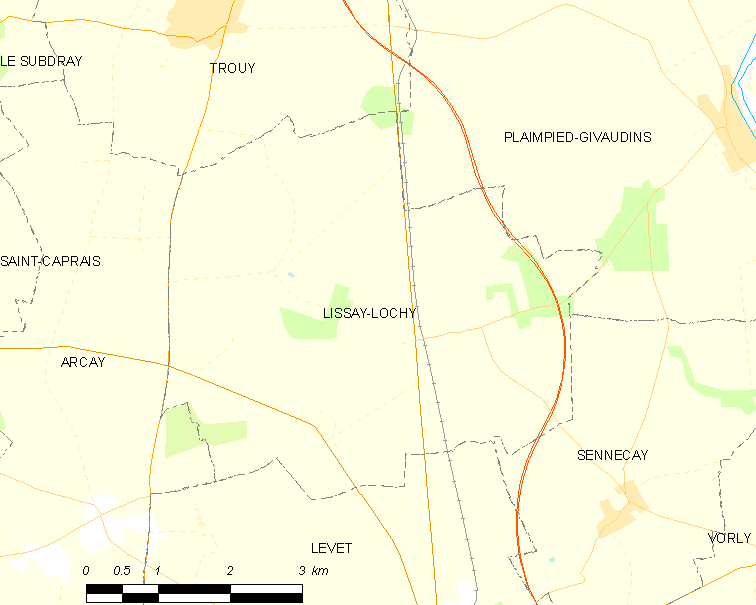
Карта коммуны

В 2007 году среди 136 человек в трудоспособном возрасте (15-64 лет) 122 были экономически активными, 14 — неактивными (показатель активности — 89,7 %, в 1999 году было 83,6 %). Из 122 активных работали 111 человек (60 мужчин и 51 женщина), безработных было 11 (5 мужчин и 6 женщин). Среди 14 неактивных 11 человек были учениками или студентами, 2 — пенсионерами, 1 был неактивным по другим причинам.

## Достопримечательности
- Церковь Сент-Илер (XIII век). Исторический памятник с 1930 года[3]